# Сива разноцевка
Сива разноцевка (лат. Trametes hirsuta) је веома честа нејестива гљива из фамилије рупичарки (лат. Polyporaceae) рода Trametes. Расте током целе године као сапрофит ма листопадном дрвећу и то на гранама или пањевима. Најчешће насељава букву при том изазивајући белу трулеж. Веома ретко се среће на четинарским дрвећем. Готово увек расте у групи. 

## Опис плодног тела
Плодно телo је у облику шкољке или терасе као и код ћурановог репа (лат. Trametes versicolor), пречника 8-12цм. Плодно тело је концентрично зонирано у нијансама смеђе, сиве и беле боје, али без јаког контраста као код сродних врста. Ивица је благо заталасана и често тамније обојена. Површина је прекривена густим длачицама. Управо због ове одлике је идобила назив Trametes hirsuta, hirsuta на латинском значи длакав. Хименијум (доња површина)је окер боје, као и поре коју се величине 4-1мм. Са старењем поре попримају тамнију боју. Месо је тврдо, жилаво благог мириса и горког укуса. На пресеку се види тамна линија која раздваја меcо у два слоја. 

## Микроскопија
Споре су димензија 6-9 x 2-2.5 µ, издужене,глатке, хијалне закривљене. Цистидија одсуствује. Отисак спора је бео. 

## Хемијске реакције
Месо не реагује са КОХ или постаје тамножуте боје.